# Патушин, Павлин Иванович
Павлин Иванович Патушин (21 января 1917, Рыбницы — 30 января 2012, Пярну) — передовик советского сельского хозяйства, заведующий молочной фермой колхоза «Красный Коллективист» Некрасовского района Ярославской области, Герой Социалистического Труда (1950).

## Биография
Родился в 1917 году в селе Рыбницы, ныне Некрасовского района Ярославской области в семье крестьянина. Завершил обучение в сельской школе. Трудовую деятельность начал с девятилетнего возраста, нанявшись возчиком к зажиточному крестьянину. В конце 1920-х годов семья Патушиных вступила в колхоз, трудился рядовым колхозником.
В 1938 году по призыву вступил в Красную Армию. Служил на границе с Финляндией в пограничных частях. Участник Великой Отечественной войны, воевал в Карелии. В 1944 году был переведен в Эстонию, в город Пярну. Вступил в ВКП (б). В 1946 году был демобилизован.
Возвратился в родной населённый пункт, вновь стал работать в колхозе «Красный коллективист». По инициативе председателя колхоза Л. Н. Гуниной четыре животноводческие фермы колхоза были объединены в одну, а руководить этой фермой по решению райкома доверили П. И. Патушину.
В хозяйстве занимались выращиванием коров ярославской породы, которые давали до 50 литров молока в день, при базовой жирности в 3 % в этом колхозе она достигала 4 %. На фермах был организовали должный уход и питание, введена механизированная дойка. В 1949 году в хозяйстве побили все рекорды по надоям: в среднем 4860 литров в год от одной коровы.
За получение высоких показателей в животноводстве в 1949 году, Указом Президиума Верховного Совета СССР от 6 сентября 1950 года Павлину Ивановичу Патушину было присвоено звание Героя Социалистического Труда с вручением ордена Ленина и золотой медали «Серп и Молот».
В дальнейшем был избран заместителем председателя колхоза, а потом и председателем сельсовета. Быстро оставил чиновничью должность и определился на учёбу в механическое училище. Осенью 1954 года, окончив обучение, Патушин отправился на освоение целины. Вся его семья переехала в Казахстан, в Талды-Курганскую область. Трудился в городе Панвилов (ныне — Жаркент). Через полтора года тяжело заболел — стал инвалидом.
В 1956 году переехал на постоянное место жительство в город Пярну, на родину жены. Трудоустроился в стройуправление сначала грузчиком, потом кочегаром. Окончил курсы экскаваторщиков, проработал по этой специальности до выхода на заслуженный отдых в 1977 году. Находясь на пенсии, трудился в местных санаториях садовником, дворником, заведующим складом.
Умер 30 января 2012 года. Похоронен на кладбище Уулу Пярнусского уезда Республики Эстония.

## Награды
За трудовые успехи удостоен:
- золотая звезда «Серп и Молот» (06.09.1950),
- два ордена Ленина (11.06.1949, 06.09.1950),
- Орден Отечественной войны II степени (11.03.1985),
- Орден Трудового Красного Знамени (28.07.1948),
- другие медали.

## Комментарии
1. ↑  Ныне: в Некрасовском районе, Ярославская область, РФ.